# Boykin (Alabama)
Boykin es un lugar designado por el censo ubicado en el condado de Wilcox en el estado estadounidense de Alabama. En el año 2020 tenía una población de 208 habitantes.

## Geografía
Boykin se encuentra ubicado en las coordenadas 32°4′39.21″N 87°16′53.35″O / 32.0775583, -87.2814861.